# ホープデイル (カナダ)
ホープデイル（Hopedale）とは、ニューファンドランド・ラブラドール州ラブラドール地方の北部にある町。町の人口は583人（2014年）。イヌイットが請求する自治地方ヌナツィアブトの行政上の中心地であり、ヌナツィアブト議会が置かれている。

## 地理
カナダ北西部のラブラドル半島大西洋岸に位置する。

## 歴史
ホープデイルは、イヌイットの定住地Agvitukとしてつくられた。Agvitukはイヌクティトゥット語で『クジラの場所』を意味する。1782年、ドイツからやってきたモラビア兄弟団がラブラドールに到着し、住民を改宗させた。彼らはすぐ後にホープデイル（ドイツ語ではHoffental）と名前を変えた。ホープデイル・ミッションは今でも当時のままたっており、ケベックの東側においてはカナダで最も古い木造建造物と考えられている。
1953年から1968年まで、カナダ空軍とアメリカ空軍のホープデイル監視レーダー基地が、ホープデイルを見下ろす丘の上にあった。町の主要部分に文民が住んでいた。1968年以来、この基地一帯は放置されており、近くの非軍事通信塔が維持されている。

## 住民
言語
- 英語：79%（第一言語話者）
- イヌイット語：21%

民族
- イヌイット・イヌイット系：93%
- ヨーロッパ系：5%
- パンジャブ系：2%

宗教
- プロテスタント：86%
- カトリック：2%
- シク教：2%
- その他・無宗教：10%